# Colegio San Pedro (Colombo)
El Colegio San Pedro (en tamil:  செயிண்ட் பீட்டர் கல்லூர) es un centro educativo sólo para varones que va desde una  primaria a (inclusive) la escuela secundaria en la zona Bambalapitiya de la ciudad de Colombo, la capital del país asiático de Sri Lanka, y que fundada en 1922. En 1919, justo después del final de la Primera Guerra Mundial, el P. MJ Le Goc, Rector del Colegio de San José, Colombo, quería empezar un colegio en los suburbios del sur de Colombo, y adquirió un bloque de tierra en Bambalapitiya. La construcción comenzó el 7 de julio de 1921 bajo la supervisión de JRJ Jayesuria, un exalumno del Colegio de San José. En diciembre de 1921, el P. Le Goc anunció que el Colegio San José Sur abriría en enero de 1922. Posteriormente se inaugurarían varios colegios San Pedro y San José por todo Sri Lanka